# Arroyo Cuaró Grande
Der Arroyo Cuaró Grande ist ein Fluss im Norden Uruguays.
Er entspringt auf dem Gebiet des Departamento Artigas in der Cuchilla de Belén nahe den Quellen des Arroyo del Medio und des Arroyo Mataperros Grande an der Grenze zum Nachbardepartamento Salto. Von dort fließt er zunächst überwiegend in nordwestliche Richtung und trifft nahe dem Cerro de los Zorros auf seinen rechtsseitigen Nebenfluss Arroyo del Sauce. Sein weiterer Weg führt ihn nach Westen zur Ortschaft Paso Campamento. Hier unterquert er in deren Norden die Ruta 4. Bereits wenige Kilometer zuvor erfolgte bereits die Vereinigung mit dem linker Hand hinzustoßenden Arroyo Sarandí. Nunmehr mit erneuter Richtungsänderung nach Nordwesten fließend, unterquert er einige Kilometer südwestlich von Cuaró bei Paso de Ratto die dort verlaufende Eisenbahnstrecke. Sodann wird er rechtsseitig vom Arroyo Cuaró Chico gespeist und endet nach weitläufig S-förmig zurückgelegter Wegstrecke, auf der er Paso Farías unter Kreuzung der Ruta 30 wenige Kilometer nördlich passiert, in der Cuchilla de los Tres Cerros an seiner Mündung. Diese erfolgt als linksseitiger Nebenfluss des Río Cuareim rund zwei Kilometer flussabwärts der Einmündung des Arroyo Tres Cruces Grande.